# 卡多雷地区奥斯皮塔莱
卡多雷地区奥斯皮塔莱（義大利語：Ospitale di Cadore）是意大利威尼托大区贝卢诺省的一个市镇。总面积40平方公里，人口337人，人口密度8.4人/平方公里（2009年）。国家统计（ISTAT）代码为025035。